# West Kennet Long Barrow

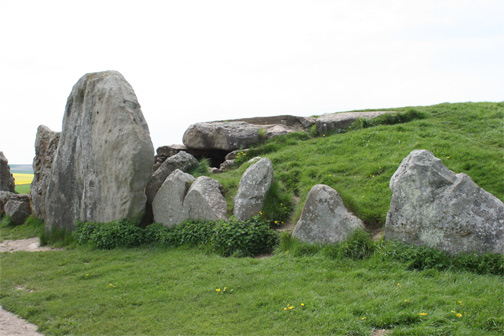
Widok na West Kennet Long Barrow

West Kennet Long Barrow – neolityczne cmentarzysko datowane na ok. 3600 p.n.e., położone 2,5 km na wschód od Avebury. Zostało odkryte w XVII wieku przez Johna Aubreya.
Obiekt w roku 1986 został wpisany na listę światowego dziedzictwa UNESCO razem ze Stonehenge i podobnymi obiektami w Anglii.